# Franz Seemann
Pour les articles homonymes, voir Seemann.
Franz L. Seemann (né le 3 août 1887 à Berlin, mort le 19 décembre 1963 à Los Angeles) est un chef décorateur allemand.

## Biographie
Seemann vient au cinéma après sa formation artistique et son service militaire au début de la République de Weimar. Dans les années 1920, il conçoit une multitude de structures cinématographiques pour des productions pour la plupart de second ordre. Au cours de cette décennie, il travaille, entre autres, jusqu'à la fin de l'ère du cinéma muet, avec la société Decla-Bioskop et les réalisateurs Johannes Guter, Richard Oswald, Ludwig Berger, Victor Janson, Rudolf Meinert, Constantin J. David, Fred Sauer, Erich Schönfelder, Franz Osten, Richard Eichberg... Il réalise également le court métrage documentaire Kopf kalt – Füße warm en 1928. Seemann se retire du cinéma en 1929 et travaille désormais comme architecte.
Considéré comme "juif à part entière" par les nazis, Franz Seemann ne peut plus continuer à travailler en Allemagne à leur arrivée au pouvoir en 1933. Il émigre finalement aux États-Unis, où il est naturalisé en 1955. On ne sait pas quelles activités exactes y exerçait le Berlinois, qui vivait en Californie sous le nom de Franz Seeman.

## Filmographie
- 1920 : Die Frau im Himmel
- 1920 : Johannes Goth
- 1920 : Maulwürfe
- 1920 : Die Tophar-Mumie (de)
- 1921 : Der Mord in der Greenstreet
- 1921 : Treibende Kraft
- 1921 : Der Roman der Christine von Herre
- 1922 : Der blinde Passagier (de)
- 1922 : Sein ist das Gericht
- 1922 : Die Kartenlegerin
- 1923 : Der Vagabund
- 1923 : Dudu, ein Menschenschicksal
- 1924 : Die Bacchantin (de)
- 1925 : Das alte Ballhaus
- 1926 : Die Elenden der Straße
- 1926 : Die vom Schicksal Verfolgten
- 1926 : Der Sieg der Jugend
- 1927 : Le Champion du stade (de)
- 1927 : Die glühende Gasse (de)
- 1927 : Dr. Bessels Verwandlung (de)
- 1927 : Männer vor der Ehe (de)
- 1928 : Der Biberpelz (de)
- 1928 : Die Dame in Schwarz (de)
- 1928 : Kopf kalt – Füße warm (court métrage, aussi réalisateur)
- 1928 : Das Girl von der Revue (de)
- 1929 : Erpresser